# محوطه هزار گورکان ۴
محوطه هزار گورکان ۴ در شهرستان سرباز، بخش سرباز، دهستان سرباز، شمال روستای کوه میتک واقع شده و این اثر در تاریخ ۲۷ اسفند ۱۳۸۶ با شمارهٔ ثبت ۲۲۷۰۳ به‌عنوان یکی از آثار ملی ایران به ثبت رسیده است.